# Aurelio Lenzi
Aurelio Lenzi (ur. 19 czerwca 1891 w Pistoii, zm. 23 grudnia 1967 w Mediolanie) – włoski lekkoatleta specjalizujący się w pchnięciu kulą i rzucie dyskiem.
Lenzi reprezentował Królestwo Włoch na igrzyskach olimpijskich dwukrotnie. Podczas V Letnich Igrzyskach Olimpijskich w 1912 roku w Sztokholmie startował w dwóch konkurencjach. W pchnięciu kulą w ostatniej z trzech prób w eliminacjach osiągnął najlepszy rezultat 11,57 m co dało mu dwunaste miejsce. W rzucie dyskiem Lenzi najlepszy rzut miał w drugiej próbie. Rzucił dysk na odległość 38,19 m, co dało mu 19. miejsce. Osiem lat później podczas VII Letnich Igrzysk Olimpijskich w 1920 roku w Antwerpii wystartował w tych samych konkurencjach. W pchnięciu kulą pchnął na odległość 12,33 m co dało mu trzynastą pozycję, zaś w rzucie dyskiem osiągnął odległość 37,75 m, co dało mu dziewiątą lokatę.
Reprezentował barwy klubu Lib. Pistoia.
Rekordy życiowe:
- pchnięcie kulą – 13,51 (1913)
- rzut dyskiem – 43,65 (1913)